# Stono
Stono (Stonoe, Stalame), pleme američkih Indijanaca iz grupe Cusabo, porodica Muskhogean, naseljena tradicionalno u domorodačko vrijeme južno od Charlestona duž rijeke Stono, na području današnjeg okruga Charleston.
Godine 1661. agresivni Yuchi iz plemena poznatog kao Westo prodiru na područje rijeke Savannah i razaraju 'gradove' Cusaba, pa se ovi 1670. prikljanjaju engleskim naseljenicima što su te godine utemeljili Charles Towne (Charleston). Mira neće dugo biti, a pleme Stono priključuje se 1674. drugim Cusabo plemenima u ustanku protiv doseljenih kolonista, što je rezultiralo odvođenjem mnogih Indijanaca u ropstvo u Zapadne Indije. Slijedit će ipak 1693. drugi kraći Stono rat s doseljenicima. Oni će ipak zajedno s ostalim Cusabima nestati u sljedećih pedesetak godina.

## Vanjske poveznice
- South Carolina – Indians, Native Americans – Stono